# Vim vi repellere licet
La frase latina vim vi repellere licet (sacada del Digesto de Justiniano), en español, es lícito repeler la violencia con la violencia, expresa un antiguo principio de Derecho, también conocido como legítima defensa, que permite a una persona que sufre una lesión injusta defender sus derechos a través del uso de la fuerza, siempre que la defensa sea proporcional a la ofensa.